# Nigeria op het wereldkampioenschap voetbal 2018
Nigeria is een van de deelnemende landen aan het wereldkampioenschap voetbal 2018 in Rusland. Het is de zesde deelname voor het land.

## Kwalificatie

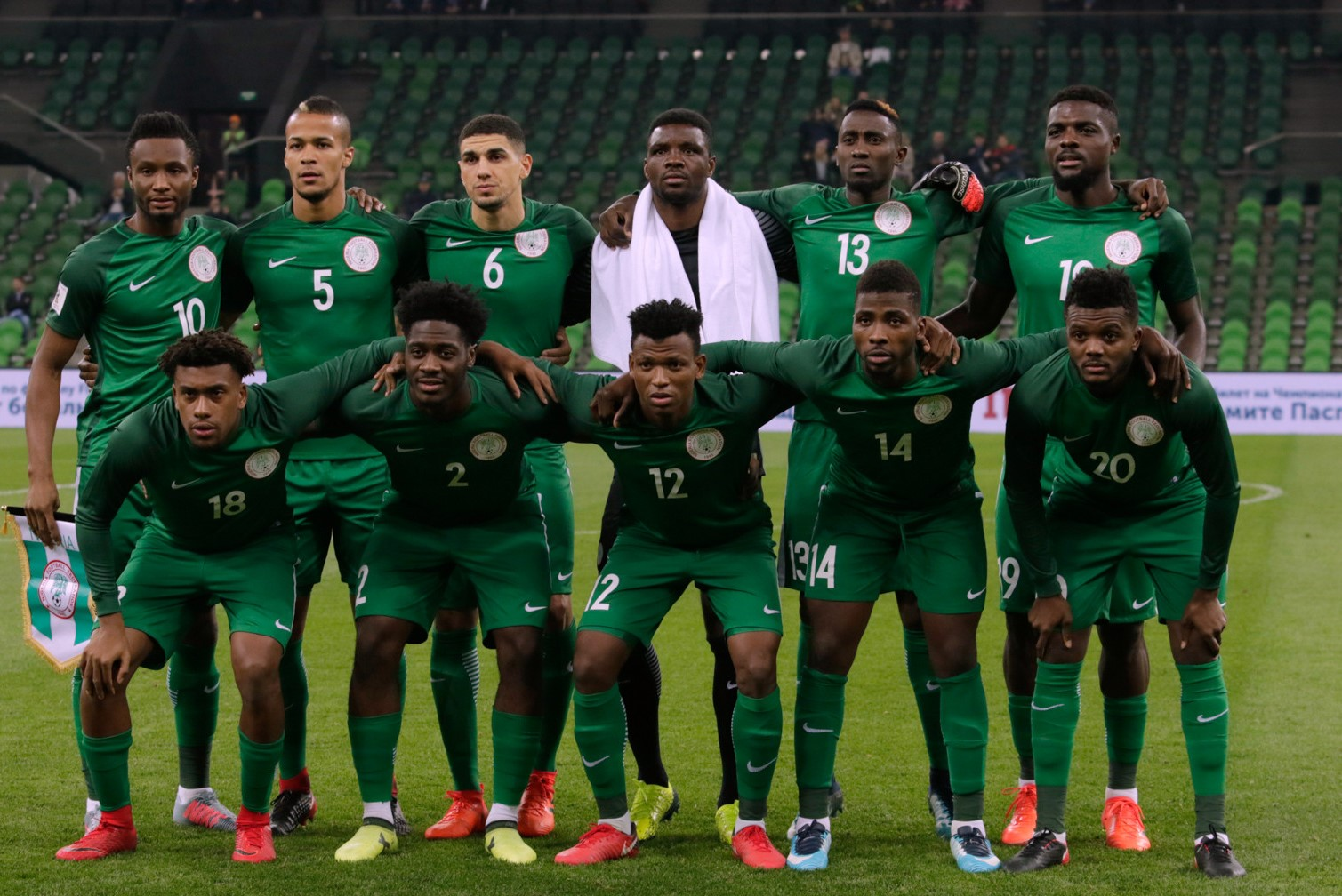
Nigeria verloor geen enkel kwalificatieduel.

Op basis van de FIFA-wereldranglijst mocht Nigeria in de tweede ronde van de Afrikaanse kwalificatiecampagne van start gaan. Daarin nam het team van bondscoach Sunday Oliseh het in november 2015 in twee duels op tegen Swaziland. De heenwedstrijd in Lobamba eindigde in een scoreloos gelijkspel. Vier dagen later klaarde Nigeria de klus door voor eigen supporters met 2–0 te winnen, dankzij goals van Moses Simon en Efe Ambrose.
In februari 2016 stapte bondscoach Oliseh op omdat zijn contract niet nageleefd werd door de Nigeriaanse voetbalbond. Hij werd tijdelijk vervangen door zijn landgenoot Samson Siasia. In april 2016, na de teleurstellende resultaten tegen Egypte in de kwalificatiecampagne voor de Africa Cup of Nations, nam Salisu Yusuf de functie van interim-bondscoach over. In augustus 2016 werd de Duitser Gernot Rohr benoemd als de nieuwe bondscoach van Nigeria. Yusuf werd nadien zijn assistent.
In oktober 2016 ging de groepsfase van de Afrikaanse WK-kwalificatiecampagne van start. De Nigerianen werden ondergebracht in de groep van Zambia, Kameroen en Algerije. Het team van bondscoach Rohr maakte met drie opeenvolgende zeges een uitstekende start en nam meteen vijf punten voorsprong op eerste achtervolger Zambia. Op 7 oktober 2017 won Nigeria dankzij een doelpunt van Alex Iwobi met 1–0 van Zambia, waardoor het zeker was van deelname aan het WK.

### Kwalificatieduels
Tweede ronde
|                                                   |           |       |         |                                                                                       |
| 13 november 2015 «onderlinge duels» 19:00 (UTC+2) | Swaziland | 0 − 0 | Nigeria | Somhlolo Nationaal Stadion, Lobamba Toeschouwers: 5.918 Scheidsrechter: Germain Koole |
| 13 november 2015 «onderlinge duels» 19:00 (UTC+2) |           |       |         | Somhlolo Nationaal Stadion, Lobamba Toeschouwers: 5.918 Scheidsrechter: Germain Koole |

|                                                   |                       |       |           |                                                                                               |
| 17 november 2015 «onderlinge duels» 16:00 (UTC+1) | Nigeria               | 2 − 0 | Swaziland | Adokiye Amiesimaka Stadion, Port Harcourt Toeschouwers: 27.000 Scheidsrechter: Jackson Pavaza |
| 17 november 2015 «onderlinge duels» 16:00 (UTC+1) | Simon 51' Ambrose 87' |       |           | Adokiye Amiesimaka Stadion, Port Harcourt Toeschouwers: 27.000 Scheidsrechter: Jackson Pavaza |

Derde ronde
|                                                 |             |       |                         |                                                                                 |
| 9 oktober 2016 «onderlinge duels» 14:30 (UTC+2) | Zambia      | 1 − 2 | Nigeria                 | Levy Mwanawasa Stadion, Ndola Toeschouwers: 38.000 Scheidsrechter: Gehad Grisha |
| 9 oktober 2016 «onderlinge duels» 14:30 (UTC+2) | Mbesuma 71' |       | 32' Iwobi 42' Iheanacho | Levy Mwanawasa Stadion, Ndola Toeschouwers: 38.000 Scheidsrechter: Gehad Grisha |

|                                                   |                            |       |              |                                                                            |
| 12 november 2016 «onderlinge duels» 17:30 (UTC+1) | Nigeria                    | 3 − 1 | Algerije     | Akwa Ibom Stadion, Uyo Toeschouwers: 28.000 Scheidsrechter: Bakary Gassama |
| 12 november 2016 «onderlinge duels» 17:30 (UTC+1) | Moses 25', 90+2' Mikel 42' |       | 67' Bentaleb | Akwa Ibom Stadion, Uyo Toeschouwers: 28.000 Scheidsrechter: Bakary Gassama |

|                                                   |                                              |       |          |                                                                          |
| 1 september 2017 «onderlinge duels» 17:00 (UTC+1) | Nigeria                                      | 4 − 0 | Kameroen | Akwa Ibom Stadion, Uyo Toeschouwers: 30.000 Scheidsrechter: Gehad Grisha |
| 1 september 2017 «onderlinge duels» 17:00 (UTC+1) | Ighalo 29' Mikel 42' Moses 55' Iheanacho 76' |       |          | Akwa Ibom Stadion, Uyo Toeschouwers: 30.000 Scheidsrechter: Gehad Grisha |

|                                                   |                      |       |           |                                                                                     |
| 4 september 2017 «onderlinge duels» 18:00 (UTC+1) | Kameroen             | 1 − 1 | Nigeria   | Ahmadou Ahidjo Stadion, Yaoundé Toeschouwers: 38.136 Scheidsrechter: Bakary Gassama |
| 4 september 2017 «onderlinge duels» 18:00 (UTC+1) | Aboubakar 75' (pen.) |       | 30' Simon | Ahmadou Ahidjo Stadion, Yaoundé Toeschouwers: 38.136 Scheidsrechter: Bakary Gassama |

|                                                 |           |       |        |                                                                           |
| 7 oktober 2017 «onderlinge duels» 17:00 (UTC+1) | Nigeria   | 1 − 0 | Zambia | Akwa Ibom Stadion, Uyo Toeschouwers: 80.0000 Scheidsrechter: Joshua Bondo |
| 7 oktober 2017 «onderlinge duels» 17:00 (UTC+1) | Iwobi 73' |       |        | Akwa Ibom Stadion, Uyo Toeschouwers: 80.0000 Scheidsrechter: Joshua Bondo |

|                                                   |                    |       |         |                                                                                             |
| 10 november 2017 «onderlinge duels» 20:30 (UTC+1) | Algerije           | 1 − 1 | Nigeria | Stade Mohamed Hamlaoui, Constantine Toeschouwers: 30.000 Scheidsrechter: Eric Otogo-Castane |
| 10 november 2017 «onderlinge duels» 20:30 (UTC+1) | Brahimi 88' (pen.) |       | 63' Ogu | Stade Mohamed Hamlaoui, Constantine Toeschouwers: 30.000 Scheidsrechter: Eric Otogo-Castane |

### Eindstand groep B
| Pos. | Land     | GW | W | G | V | DV | DT | DS | Ptn |
| ---- | -------- | -- | - | - | - | -- | -- | -- | --- |
| 1    | Nigeria  | 6  | 4 | 2 | 0 | 12 | 4  | +8 | 14  |
| 2    | Zambia   | 6  | 2 | 2 | 2 | 8  | 7  | +1 | 8   |
| 3    | Kameroen | 6  | 1 | 4 | 1 | 7  | 9  | –2 | 7   |
| 4    | Algerije | 6  | 0 | 2 | 4 | 4  | 11 | –7 | 2   |

## WK-voorbereiding

### Wedstrijden
|                                                   |                       |       |                                        |                                                                                     |
| 14 november 2017 «onderlinge duels» 17:30 (UTC+1) | Argentinië            | 2 – 4 | Nigeria                                | Koeban Stadion, Krasnodar Toeschouwers: 22.739 Scheidsrechter: Vladislav Bezborodov |
| 14 november 2017 «onderlinge duels» 17:30 (UTC+1) | Banega 27' Agüero 36' |       | 44' Iheanacho 52', 73' Iwobi 54' Idowu | Koeban Stadion, Krasnodar Toeschouwers: 22.739 Scheidsrechter: Vladislav Bezborodov |

|                                                |       |                  |         |                                                                              |
| 23 maart 2018 «onderlinge duels» 20:45 (UTC+1) | Polen | 0 – 1            | Nigeria | Stadion Miejski, Wrocław Toeschouwers: 41.208 Scheidsrechter: Michael Oliver |
| 23 maart 2018 «onderlinge duels» 20:45 (UTC+1) |       | 61' (pen.) Moses |         | Stadion Miejski, Wrocław Toeschouwers: 41.208 Scheidsrechter: Michael Oliver |

|                                                |         |                      |        |                                                                                      |
| 27 maart 2018 «onderlinge duels» 21:00 (UTC+2) | Nigeria | 0 – 2                | Servië | The Hive Stadium, Londen (Engeland) Toeschouwers: 3.500 Scheidsrechter: Craig Pawson |
| 27 maart 2018 «onderlinge duels» 21:00 (UTC+2) |         | 68', 81' A. Mitrović |        | The Hive Stadium, Londen (Engeland) Toeschouwers: 3.500 Scheidsrechter: Craig Pawson |

|                                              |                  |       |                    |                                                                                             |
| 25 mei 2018 «onderlinge duels» 18:00 (UTC+2) | Nigeria          | 1 – 1 | Congo-Kinshasa     | Adokiye Amiesimaka Stadion, Port Harcourt Toeschouwers: 40.000 Scheidsrechter: Issaka Afful |
| 25 mei 2018 «onderlinge duels» 18:00 (UTC+2) | Troost-Ekong 15' |       | 78' (pen.) Malango | Adokiye Amiesimaka Stadion, Port Harcourt Toeschouwers: 40.000 Scheidsrechter: Issaka Afful |

|                                              |                    |       |           |                                                                          |
| 2 juni 2018 «onderlinge duels» 18:15 (UTC+2) | Engeland           | 2 – 1 | Nigeria   | Wembley Stadium, Londen Toeschouwers: 70.025 Scheidsrechter: Marco Guida |
| 2 juni 2018 «onderlinge duels» 18:15 (UTC+2) | Cahill 7' Kane 39' |       | 47' Iwobi | Wembley Stadium, Londen Toeschouwers: 70.025 Scheidsrechter: Marco Guida |

|                                              |         |           |          |                                                                               |
| 6 juni 2018 «onderlinge duels» 15:00 (UTC+2) | Nigeria | 0 – 1     | Tsjechië | Rudolf-Tonn-Stadion, Schwechat (Oostenrijk) Scheidsrechter: Julian Weinberger |
| 6 juni 2018 «onderlinge duels» 15:00 (UTC+2) |         | 25' Kalas |          | Rudolf-Tonn-Stadion, Schwechat (Oostenrijk) Scheidsrechter: Julian Weinberger |

## Het wereldkampioenschap
Op 1 december 2017 werd er geloot voor de groepsfase van het Wereldkampioenschap voetbal 2018. Nigeria werd samen met Argentinië, IJsland en Kroatië ondergebracht in groep D, en kreeg daardoor Sint-Petersburg, Kaliningrad en Wolgograd als speelsteden.

### Wedstrijden

#### Groepsfase
| Nr. | Land       | GW | W | G | V | DV | DT | DS | Ptn |
| --- | ---------- | -- | - | - | - | -- | -- | -- | --- |
| 1   | Kroatië    | 3  | 3 | 0 | 0 | 7  | 1  | +6 | 9   |
| 2   | Argentinië | 3  | 1 | 1 | 1 | 3  | 5  | −2 | 4   |
| 3   | Nigeria    | 3  | 1 | 0 | 2 | 3  | 4  | −1 | 3   |
| 4   | IJsland    | 3  | 0 | 1 | 2 | 2  | 5  | −3 | 1   |

|                                               |                                    |       |         |                                                                              |
| 16 juni 2018 «onderlinge duels» 21:00 (UTC+2) | Kroatië                            | 2 – 0 | Nigeria | Arena Baltika, Kaliningrad Toeschouwers: 31.136 Scheidsrechter: Sandro Ricci |
| 16 juni 2018 «onderlinge duels» 21:00 (UTC+2) | Etebo 32' (e.d.) Modrić 71' (pen.) |       |         | Arena Baltika, Kaliningrad Toeschouwers: 31.136 Scheidsrechter: Sandro Ricci |

|                                               |               |       |         |                                                                                |
| 22 juni 2018 «onderlinge duels» 18:00 (UTC+3) | Nigeria       | 2 – 0 | IJsland | Volgograd Arena, Wolgograd Toeschouwers: 40.904 Scheidsrechter: Matthew Conger |
| 22 juni 2018 «onderlinge duels» 18:00 (UTC+3) | Musa 49', 75' |       |         | Volgograd Arena, Wolgograd Toeschouwers: 40.904 Scheidsrechter: Matthew Conger |

|                                               |                  |       |                    |                                                                                        |
| 26 juni 2018 «onderlinge duels» 21:00 (UTC+3) | Nigeria          | 1 – 2 | Argentinië         | Nieuwe Zenitstadion, Sint-Petersburg Toeschouwers: 64.468 Scheidsrechter: Cüneyt Çakır |
| 26 juni 2018 «onderlinge duels» 21:00 (UTC+3) | Moses 51' (pen.) |       | 14' Messi 86' Rojo | Nieuwe Zenitstadion, Sint-Petersburg Toeschouwers: 64.468 Scheidsrechter: Cüneyt Çakır |

NFA · A-internationals · Selecties · Bondscoaches · Statistieken · Nigeriaans vrouwenelftal · Olympisch elftal · Nigeria U21 · Nigeria U20 · Nigeria U19 · Nigeria U18 · Nigeria U17
1950 – 1959 · 
1960 – 1969 · 
1970 – 1979 · 
1980 – 1989 · 
1990 – 1999 · 
2000 – 2009 · 
2010 – 2019 ·
2020 − 2029
CC 1995 · 
CC 2013
WK 1994 · 
WK 1998 · 
WK 2002 · 
WK 2010 · 
WK 2014 · 
WK 2018
OS 1968 · 
OS 1980 · 
OS 1988 · 
OS 1996 · 
OS 2000 · 
OS 2008 · 
OS 2016
1949 · 
1950 · 1951 · 1952 · 1953 · 1954 · 
1955 · 
1956 · 
1957 · 
1958 · 
1959 · 
1960 · 
1961 · 
1962 · 
1963 · 
1964 · 
1965 · 
1966 · 
1967 · 
1968 · 
1969 · 
1970 · 
1971 · 
1972 · 
1973 · 
1974 · 
1975 · 
1976 · 
1977 · 
1978 · 
1979 · 
1980 · 
1981 · 
1982 · 
1983 · 
1984 · 
1985 · 
1986 · 
1987 · 
1988 · 
1989 · 
1990 · 
1991 · 
1992 · 
1993 · 
1994 · 
1995 · 
1996 · 
1997 · 
1998 · 
1999 · 
2000 · 
2001 · 
2002 · 
2003 · 
2004 · 
2005 · 
2006 · 
2007 · 
2008 · 
2009 · 
2010 · 
2011 · 
2012 · 
2013 · 
2014 ·
2015 ·
2016 ·
2017 ·
2018 ·
2019 ·
2020 ·
2021 ·
2022
Algerije ·
Angola ·
Argentinië ·
Australië ·
Benin ·
Bosnië en Herzegovina ·
Botswana ·
Brazilië ·
Bulgarije ·
Burkina Faso ·
Burundi ·
Canada ·
Centraal-Afrikaanse Republiek ·
Colombia ·
Congo-Brazzaville ·
Congo-Kinshasa ·
Costa Rica ·
Denemarken ·
Duitsland ·
Ecuador ·
Egypte ·
Engeland ·
Equatoriaal-Guinea ·
Eritrea ·
Ethiopië ·
Frankrijk ·
Gabon ·
Gambia ·
Georgië ·
Ghana ·
Griekenland ·
Guinee ·
Guinee-Bissau ·
Ierland ·
IJsland ·
Indonesië ·
Iran ·
Italië ·
Ivoorkust ·
Jamaica ·
Japan ·
Joegoslavië ·
Jordanië ·
Kaapverdië · 
Kameroen ·
Kenia ·
Kroatië ·
Lesotho ·
Liberia ·
Libië ·
Luxemburg ·
Madagaskar ·
Malawi ·
Mali ·
Marokko ·
Mexico ·
Mozambique ·
Namibië ·
Nederland ·
Niger ·
Noord-Korea ·
Noord-Macedonië ·
Noorwegen ·
Oeganda ·
Oekraïne ·
Oezbekistan ·
Oostenrijk ·
Paraguay ·
Peru ·
Polen ·
Portugal ·
Roemenië ·
Rwanda ·
Saoedi-Arabië ·
Sao Tomé en Principe ·
Schotland ·
Senegal ·
Servië ·
Seychellen ·
Sierra Leone ·
Soedan ·
Spanje ·
Swaziland ·
Tahiti ·
Tanzania ·
Thailand ·
Togo ·
Tsjaad ·
Tsjechië ·
Tunesië ·
Uruguay ·
Venezuela ·
Verenigde Staten ·
Zambia ·
Zimbabwe ·
Zuid-Afrika ·
Zuid-Korea ·
Zweden ·
Zwitserland
Argentinië (2010) ·
Argentinië (2014) ·
Argentinië (2018) ·
Bosnië en Herzegovina (2014) ·
Burkina Faso (2013) ·
Frankrijk (2014) ·
Iran (2014) ·
IJsland (2018) ·
Kroatië (2018) ·
Zuid-Korea (2010)